# Atopsyche calahuaya
Atopsyche calahuaya är en nattsländeart som beskrevs av Schmid 1989. Atopsyche calahuaya ingår i släktet Atopsyche och familjen Hydrobiosidae. Inga underarter finns listade i Catalogue of Life.